# 黃良 (匠師)
黃良（1895年—1970年），籍貫福建泉州，以花鳥木雕技藝著稱的鑿花匠師，外號「澎湖鑿花師」。代表作品見於澎湖天后宮、媽宮城隍廟、高雄代天宮等。

## 生平
黃良師承泉州匠派，不僅以雕琢花鳥人物細緻聞名，同時擅長唱曲及吹奏南管八音，頗具雅氣。大正12年（1923年）被澎湖天后宮董事會延攬，為赴澎參與天后宮「大正年間大修建」的匠師之一，司職「鑿花」，與蘇水欽對場。
天后宮修建完畢後，黃良仍留在澎湖陸續參與其他廟宇修建工程，如媽宮城隍廟、白沙赤崁龍德宮等等，遂有「澎湖鑿花師」之稱傳開。黃良落腳澎湖期間，收了數名澎湖子弟如黃玉瑤、蔡攑為徒，又各自授藝，遂黃良一派人數頗眾，自成師系，影響澎湖鑿花界深遠。惟在皇民化運動期間，澎湖地區宮廟宇修建工程被禁，黃良感於工作機會頓減，便於昭和11年 （1936年）轉往臺灣本島發展，兼教戲曲為生。黃良於1970年參與高雄太子爺廟（應為高雄三鳳宮）修建工程期間過世，享壽75岁。

## 代表作品

### 澎湖天后宮
正殿門扇上的四季花鳥木雕屏堵，外層雕鑿花鳥，內層鑿卍字盤長圖。此花鳥栩栩如生，構圖嚴謹繁複，足見刀工之細膩精湛，作品尚題有「雪中小萼見英雄」、「雪落蒼松鶴步遲」與「秋深百舌弄蜻蜓」等文句，堪稱傑作。

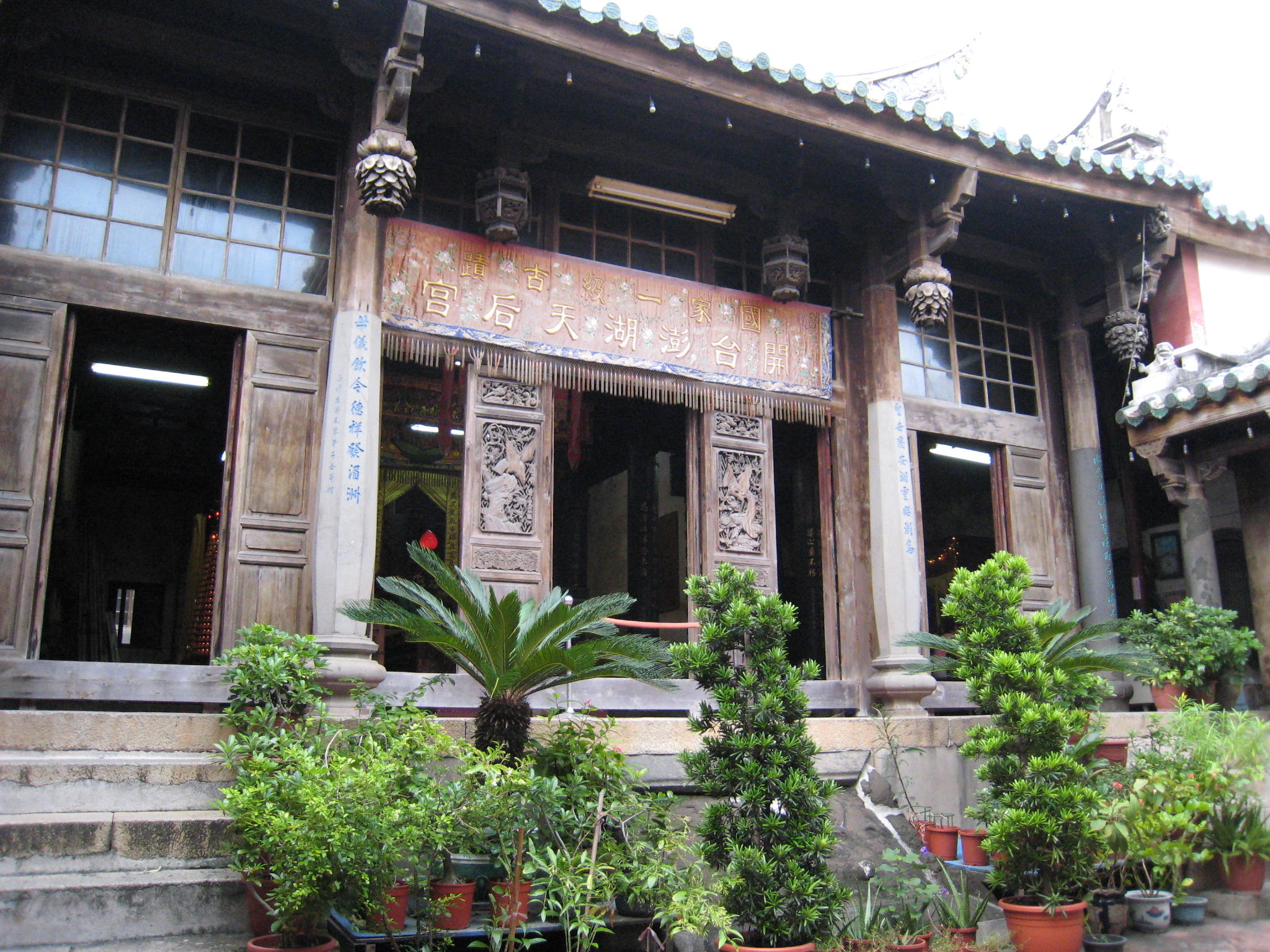
正殿
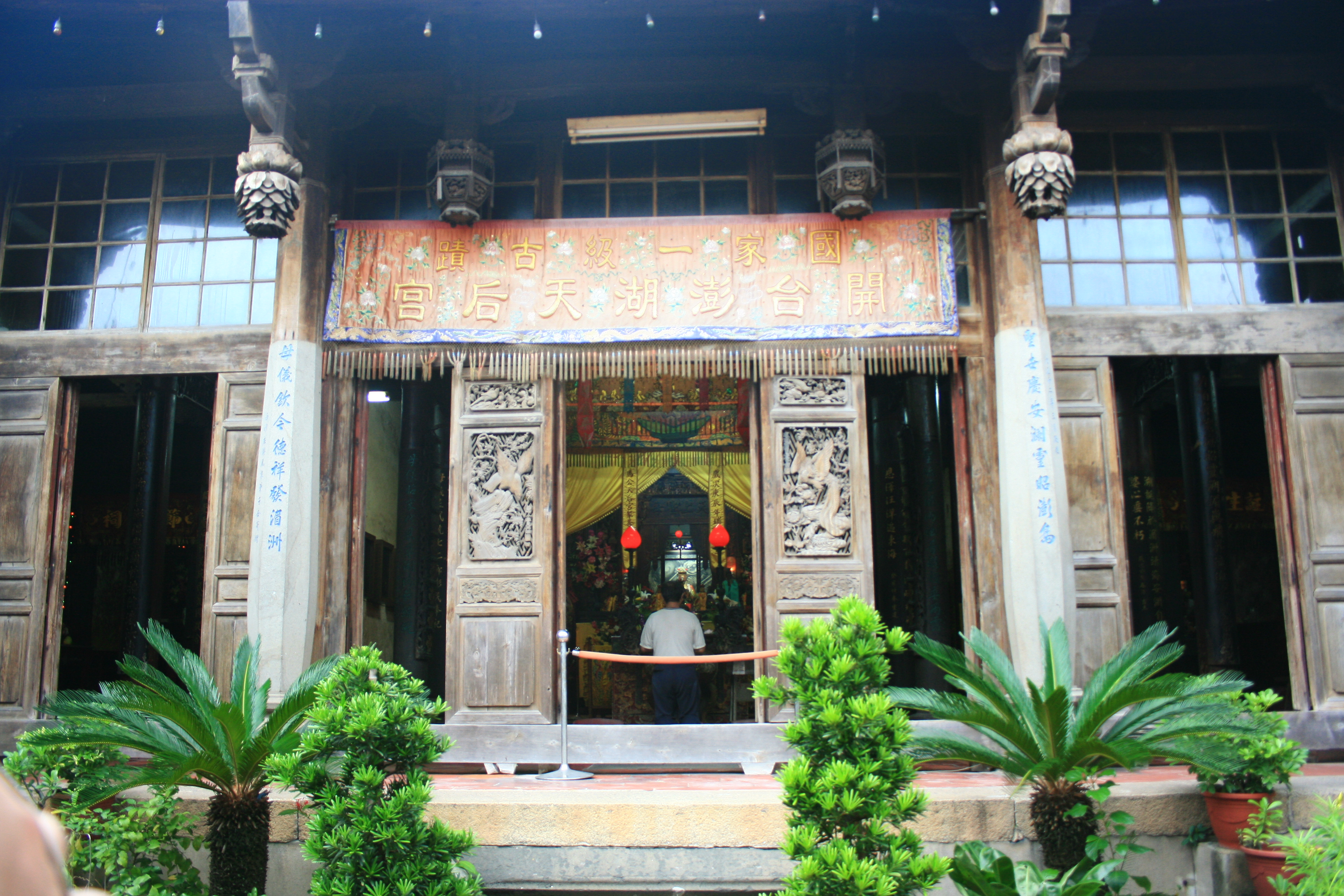
正殿
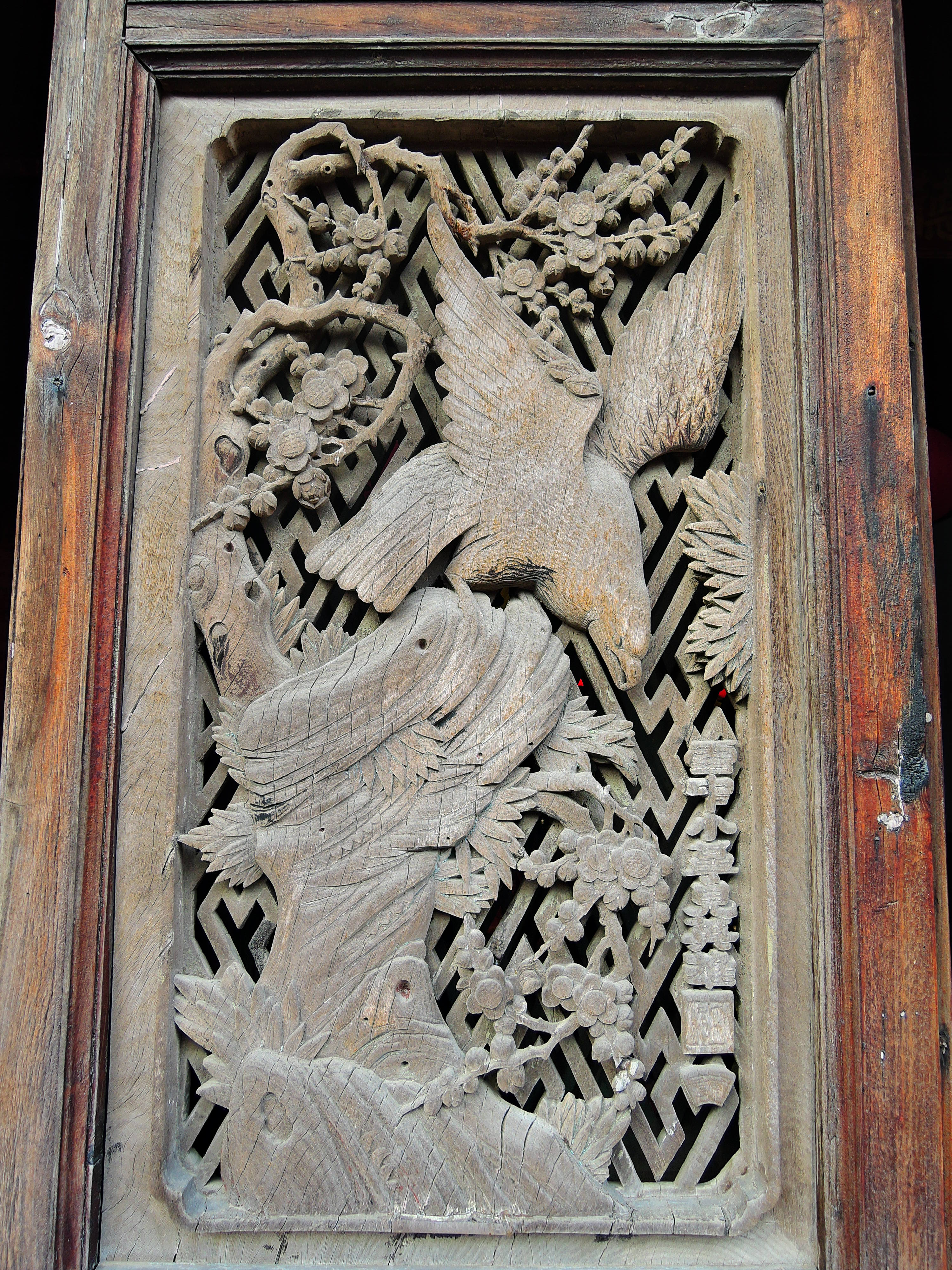
雪中小萼見英雄

### 媽宮城隍廟
正殿神龕左右的屏堵，也採用同樣的手法雕鑿花鳥木雕。

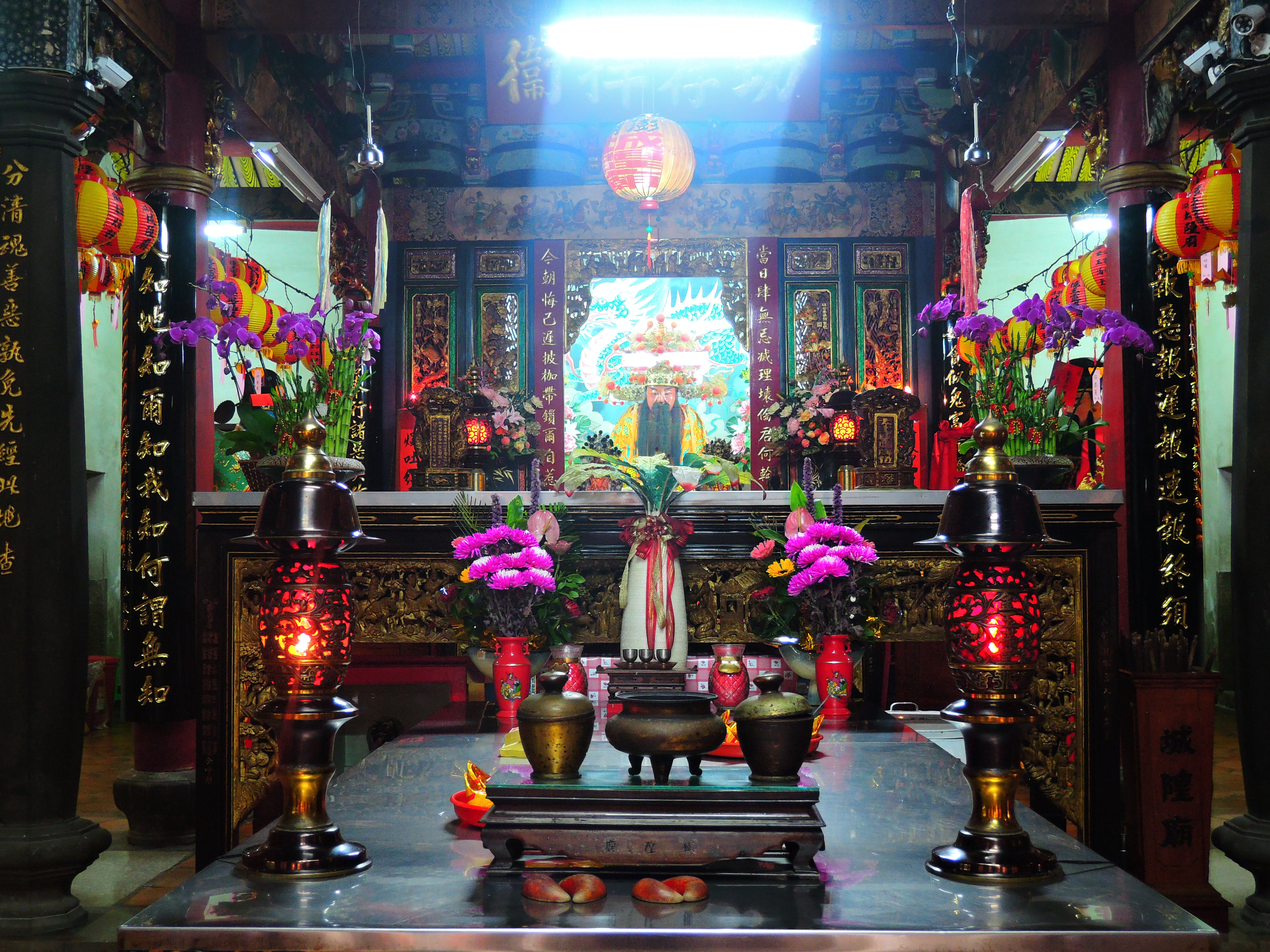
正殿神龕
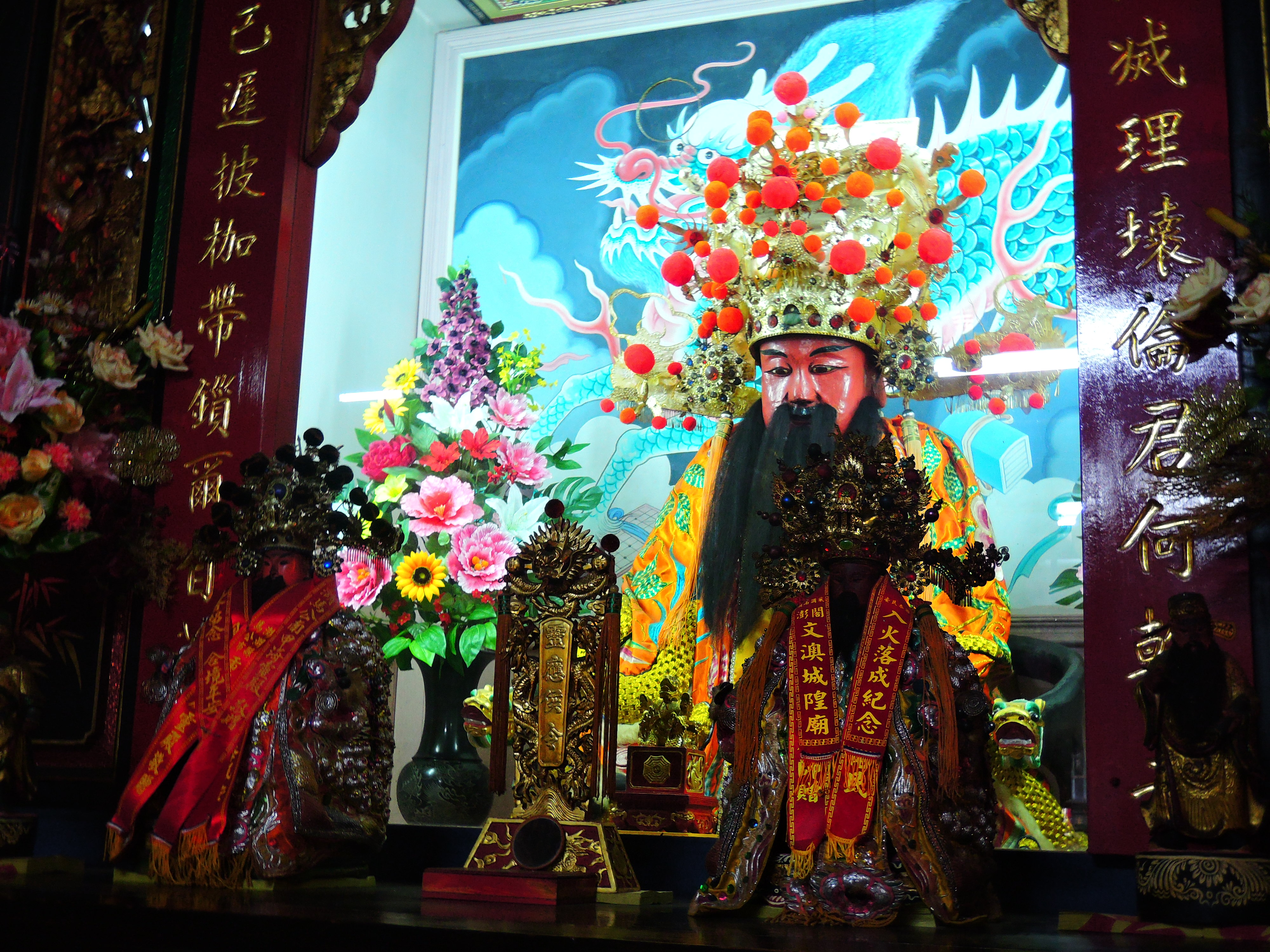
靈應侯像與神龕

### 其他作品[2][5]
- 澎湖赤崁村龍德宮
- 澎湖桶盤里福海宮
- 澎湖鎖港里北極殿
- 澎湖將軍村永安宮
- 高雄代天宮
- 高雄文武聖廟
- 小琉球碧雲寺

## 徒弟
師從黃良多為澎湖子弟，門徒頗眾，自成師系。另外，黃良素性隨和，收徒並不按照當時拜師時需「挑牲禮、備紅包」的習俗，直接帶到各地廟宇便開始傳藝，因此四徒蔡攑在回憶中便說：「黃師對待徒弟很好，多用『講』的，很會『牽成』徒弟，因此，『學的人都能成器』。」

### 弟子
- 黃玉瑤（首徒）
- 林重喜（二徒）
- 葉福美（三徒）
- 蔡攑（四徒）

### 再傳弟子
- 蔡嘉生（黃玉瑤弟子）：參與火燒坪靈光殿的修建工程。
- 黃光明（黃玉瑤兒子）